# Gerard III. z Geldern
Gerard III. z Geldern (nizozemsky Gerard III van Gelre, 1185? – 22. října 1229) byl hrabě z Geldern a Zutphenu.
Byl synem hraběte Oty I. a zřejmě roku 1206 se oženil s Markétou, dcerou brabantského vévody Jindřicha I. Hraběcí hodnost převzal po otcově skonu roku 1207. Byl loajálním služebníkem štaufské dynastie. Zemřel roku 1229 a byl pohřben v konventním kostele v Roermondu.